# Francesc III d'Este
Francesc III d'Este o Francesc III de Mòdena (Mòdena, Ducat de Mòdena 1698 - Varese, Ducat de Milà 1780) fou un membre de la Casa d'Este que va esdevenir duc de Mòdena entre 1737 i 1780.

## Orígens familiars
Va néixer el 2 de juliol de 1698 a la ciutat de Mòdena, capital del ducat del mateix nom, sent fill del duc Reinaldo III d'Este i Carlota Felicitat de Brunsvic-Lüneburg. Fou net per línia paterna del també duc Francesc I d'Este i Lucrècia Barberini, i per línia materna de Joan Frederic de Brunsvic-Lüneburg i Benedicta del Palatinat-Simmern.
Fou germà, així mateix, de la princesa Enriqueta d'Este, casada amb Antoni I de Parma.

## Núpcies i descendents

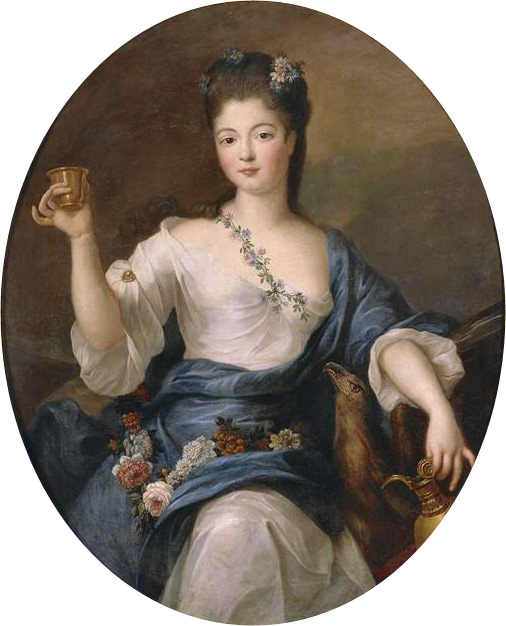
Imatge de Carlota d'Orleans.

Es casà el 21 de juny de 1720 a la ciutat de Mòdena amb Carlota d'Orleans, filla del duc Felip III d'Orleans i Francesca Maria de Blois. D'aquesta unió nasqueren:
- Alfons d'Este (1723 - 1725)
- Maria Teresa d'Este (1726 - 1754, casada el 1744 amb Lluís de Borbó-Penthièvre (1725 - 1793)
- Hèrcules III d'Este (1727 - 1803), duc de Mòdena, casat amb Maria Teresa Cybo-Malaspina (1725 - 1790)
- Matilde d'Este (1729 - 1803)
- Maria Fortunata d'Este (1731 - 1803), casada el 1759 amb Lluís Francesc de Borbó-Conti (1734 - 1814)
- Beatriu d'Este (1734 - 1736)
- Elisabet d'Este (1741 - 1774)
- Francesc d'Este (1743 - 1821), comte de Sant Andreu
- Frederic d'Este (1745 - 1820), comte de Sant Romà

Després de la mort de la seva primera esposa, ocorreguda el gener de 1761, es casà successivament de forma morganàtica amb Teresa di Castelbarco i després amb Maria Renata von Harrach, amb les quals no tingué descendents.

## Ascens al poder
Fou nomenat duc de Mòdena l'octubre de 1737 a la mort del seu pare. Durant el seu regnat es veié obligat a veure nombroses obres pictòriques de la col·lecció particular per tal de fer front a la crisi econòmica en la qual es veié sotmès degut als diferents fronts que va tenir oberts, especialment per les Guerres de Successió espanyola, polonesa i austríaca.
El 1753 fou nomenat administrador del Ducat de Milà per part de Maria Teresa I d'Àustria, càrrec que va mantenir fins al 1771.
Morí el 22 de febrer de 1780 a la ciutat de Varese, població del ducat de Milà, de la qual havia estat investit com a senyor feudal de per vida.